# Amy Deasismont
Amy Linnéa Deasismont, tidligere kendt under scenenavnet Amy Diamond (født 15. april 1992 i Norrköping, Sverige), er en svensk sangerinde og skuespiller. Hun udgav sin første single "What's in it for me" i starten af 2005 og opnåede stor popularitet. Singlen vandt kategorien "Bedste Nordiske Hit" ved Nordic Music Awards samme år.

## Udvalgt diskografi

### Studiealbummer
- This Is Me Now (2005)
- Still Me Still Now (2006)
- Music in Motion (2007)
- Music in Motion Gold Edition
- En helt ny jul (2008)
- Swings and Roundabouts (2009)
- Greatest Hits (2010)

### Singler
| - "What’s In It For Me" (2005) - "Welcome To The City" (2005) - "Shooting Star" (2005) - "Champion" (2005) - "Don’t Cry Your Heart Out" (2006) - "Big Guns" (2006) - "It Can Only Get Better" (2006) - "Is It Love?" (2007) - "Stay My Baby" (2007) - "Thank You" (2008) - "It's My Life" (2009) - "Up" (2009) | \| År \| Single \| Topposition \| Topposition \| Album \| \| År \| Single \| SE \| NO \| Album \| \| ---- \| -------------------------- \| ----------- \| ----------- \| ---------------------------- \| \| 2005 \| "What's in It for Me" \| 1 \| 1 \| This is Me Now \| \| 2005 \| "Welcome to the City" \| 3 \| 3 \| This is Me Now \| \| 2005 \| "Shooting Star" \| 1 \| 18 \| This is Me Now \| \| 2005 \| "Champion" \| 33 \| 52 \| This is Me Now \| \| 2006 \| "Don't Cry Your Heart Out" \| 2 \| 4 \| Still Me Still Now \| \| 2006 \| "Big Guns" \| 23 \| — \| Still Me Still Now \| \| 2006 \| "It Can Only Get Better" \| 19 \| 25 \| Still Me Still Now \| \| 2007 \| "Is It Love?" \| 9 \| 16 \| Music in Motion \| \| 2007 \| "Stay My Baby" \| 4 \| 4 \| Music in Motion \| \| 2008 \| "Thank You" \| 8 \| 19 \| Music in Motion Gold Edition \| \| 2009 \| "It's My Life" \| 14 \| — \| Swings and Roundabouts \| \| 2009 \| "Up" \| 4 \| — \| Swings and Roundabouts \| |             |             |                              |
| År | Single | Topposition | Topposition | Album                        |
| År | Single | SE          | NO          | Album                        |
| 2005 | "What's in It for Me" | 1           | 1           | This is Me Now               |
| 2005 | "Welcome to the City" | 3           | 3           | This is Me Now               |
| 2005 | "Shooting Star" | 1           | 18          | This is Me Now               |
| 2005 | "Champion" | 33          | 52          | This is Me Now               |
| 2006 | "Don't Cry Your Heart Out" | 2           | 4           | Still Me Still Now           |
| 2006 | "Big Guns" | 23          | —           | Still Me Still Now           |
| 2006 | "It Can Only Get Better" | 19          | 25          | Still Me Still Now           |
| 2007 | "Is It Love?" | 9           | 16          | Music in Motion              |
| 2007 | "Stay My Baby" | 4           | 4           | Music in Motion              |
| 2008 | "Thank You" | 8           | 19          | Music in Motion Gold Edition |
| 2009 | "It's My Life" | 14          | —           | Swings and Roundabouts       |
| 2009 | "Up" | 4           | —           | Swings and Roundabouts       |

## Filmografi
- 2003 – De drabbade
- 2006 – LasseMajas Detektivbyrå